# Babaylan
Babaylan är en visayansk term för en kvinnlig yrkesroll inom traditionell inhemsk kultur på Filippinerna. En babaylan är en shaman, helbrägdagörare och mirakelmakare. En bayan kan vara både man (asog), kvinna (bayoc) och transvestit (bayog), men det vanligast förekommande är att babaylan är kvinna. Hennes roll är att både fysiskt och psykiskt hela medlemmarna i det lokala samhället med sin kunskap om både kroppen och själen. En babaylan har också kontakt med en "himmelsk babaylan", en så kallad gabay, som agerar förbindelselänk mellan den levande babaylan och himlen. Sedvänjan förtrycktes under den spanska kolonialtiden men fortlevde. 